# Ramaphatle
Ramaphatle – wieś w Botswanie w dystrykcie Kweneng. Według spisu ludności z 2011 roku wieś liczyła 719 mieszkańców.